# Agrirom
Agrirom este o companie de distribuție de produse alimentare din România. Agrirom se clasează printre primele zece companii din România din acest domeniu prin
cifra de afaceri din 2005: 34 milioane euro.